# Forésia
Forésia (ou forese) é a associação entre indivíduos de espécies diferentes (relação ecológica inter-específica), na qual um transporta outro, sem se prejudicarem. A forésia também pode ser definida como um caso específico do comensalismo.

## Descrição
Forésia é o comportamento desempenhado por alguns organismos, onde estes se prendem a um hospedeiro com o objetivo de serem transportados por distâncias curtas ou longas. Os exemplos mais comuns de forésia envolvem carrapatos e ácaros, os quais possuem morfologia corporal adaptada para se prenderem no hospedeiro. No entanto, o comportamento de forésia pode ser observado em plantas, que utilizam este mecanismo para dispersar suas sementes. O uso da forésia é comum por espécies migratórias ou que estão a procura de um novo ambiente, o que indiretamente favorece a diversidade genética, visto que animais com distância geográfica considerada podem se reproduzir. 
A definição de forésia exclui casos onde o indivíduo forético estabelece uma relação permanente com seu hospedeiro ou quando há vantagens adquiridas por alguma das partes, ou ambas. Nos casos onde estas situações ocorrem, a forésia pode ser interpretada como um comensalismo. Variações nestas relações podem resultar em casos de mutualismo ou parasitismo, esta última quando o indivíduo forético causa algum tipo de prejuízo ao seu hospedeiro. 

## Relações foréticas
Um exemplo de forésia é a dispersão do ácaro-branco (Polyphagotarsonemus latus), que além de se dispersar pelo vento através de partes de plantas infestadas, ou pelo contato entre a folhagem de plantas diferentes, também é dispersado pela relação forética com o piolho-verde-do-pessegueiro (Myzus persicae) e com as moscas-brancas (Aleyrodidae) dos gêneros Bemisia e Trialeurodes.